# Internationale Gesellschaft für Eisenbahnverkehr
Die Internationale Gesellschaft für Eisenbahnverkehr (IGE) war ein mittelständisches, Inhabergeführtes Unternehmen, das unter den beiden Geschäftsbereichen IGE GmbH & Co. KG sowie IGE Erlebnisreisen und Reiseservice GmbH am Standort Hersbruck (Franken, Bayern) firmierte. Mit der Abwicklung des insolventen Unternehmensteils IGE GmbH & Co. KG mit zuletzt noch ca. 70 Mitarbeitern, verbleibt allein die IGE Erlebnisreisen und Reiseservice GmbH mit noch wenigen Arbeitskräften.
Die IGE GmbH & Co. KG war ein privates Eisenbahnverkehrsunternehmen (EVU) und Eisenbahninfrastrukturunternehmen (EIU), das logistische Dienstleistungen in den Bereichen Schienen-Güter-, Schienen-Personen- und Schienen-Sonderverkehr anbot.
Am 24. August 2023 hatte die IGE GmbH & Co. KG einen Antrag auf Eröffnung des Insolvenzverfahrens über ihr Vermögen gestellt. Der Geschäftsbetrieb wird unter vorläufiger Insolvenzverwaltung zunächst fortgeführt. Der Insolvenzverwalter sah gute Chancen, das Unternehmen erfolgreich zu sanieren. Diese Hoffnung erfüllte sich nicht. Letztendlich wurden der mehrheitliche Teil der Mitarbeiter und verbliebene Kundenverträge nach Angaben des neuen Eigentümers von der BBL LOGISTIK GmbH übernommen und das Insolvenzverfahren anschließend vollumfänglich eröffnet. Am ehemaligen Firmenstandort wurde eine BBL-Zweigstelle eröffnet (Angabe BBL, Stand Januar 2024). Zu Kontroversen führte es, dass eine Redaktion der lokalen Presse den ehemaligen Geschäftsführer nach einem Interview dahingehend zitierte, dass die IGE GmbH & Co. KG „weitergeführt werde, mit dem Zusatz BBL“, was sich als unwahr herausstellte. BBL LOGISTIK GmbH wies in der Folge unmissverständlich darauf hin, dass es sich um einen BBL-Standort handele, mit dem Zusatz „IGE“. Zudem wurde der Bericht mit dem Bild eines Handschlags zwischen dem ehemaligen Geschäftsführer und dem Bürgermeister der Stadt Hersbruck Robert Ilg, versehen, was im Nachgang als irreführend angesehen wurde und das Konkursverfahren fälschlicherweise in einen politischen Kontext setzte. Die Stadtverwaltung verwies auf die Zugehörigkeit des Fotos zur eigentlichen Veranstaltung, nämlich einer Lokomotiv-Taufe bei der IGE kurz vor deren Konkurs.
Die IGE Erlebnisreisen und Reiseservice GmbH ist ein Reiseveranstalter für internationale Eisenbahnreisen. Mehrtägige Eisenbahnreisen werden in unterschiedlichen Kategorien angeboten und regelmäßig durchgeführt. Für individuelle Bahnreisen wird am Standort eine DB-Agentur betrieben, wo Fahrkarten für Bahnreisen im In- und Ausland erworben werden können.

## Firmenchronologie
Die ehemalige IGE GmbH & Co. KG wurzelte im Verein Hersbrucker Eisenbahnfreunden e. V. Der Verein bot bereits Reisen mit Sonderzügen zu Eisenbahnzielen in Europa an, erstmals 1984.
Im August 1985 gliederte sich die Interessengemeinschaft Eisenbahn e. V. (IGE) aus dem zuvor genannten Verein aus, die sich u. a. am damaligen Dampfnostalgieprogramm der Deutschen Bundesbahn beteiligte. Am 15. September 1988 erfolgte die Eintragung der IGE Bahntouristik GmbH & Co. KG ins Handelsregister (Geschäftsführer: Armin Götz). Mit Gründung dieser Gesellschaft wurden internationale Eisenbahnreisen unternehmerisch durchgeführt, vielfach als Dampflok-bespannte Sonderzüge, z. T. quer durch Europa und über beachtliche Distanzen.
1991 wurde das Reisebüro „IGE Reisebahnhof“ mit Deutsche Bundesbahn-Agentur am Standort Bahnhof Hersbruck links der Pegnitz gegründet (2001 Standortwechsel in den Bahnhof Hersbruck rechts der Pegnitz) und damit die Grundlage geschaffen für einen bis heute währenden Fortbestand einer DB-Agentur vor Ort mit persönlicher Dienstleitung am Kunden.
Ab 1994 betrieb die IGE einen eigenen Sonderzug, der aus historischen Schnellzugwagen der 1960er Jahre bestand und europaweit eingesetzt wurde. Der später so genannte „Blaue Zug“ wurde 2018 in die Schweiz verkauft.
1995 riefen IGE-Geschäftsführer Armin Götz und SWR-Moderator Hagen von Ortloff (SWR-Sendereihe Eisenbahn-Romantik) die Eisenbahn-Romantik-Reisen ins Leben. Mit Eisenbahn-Romantik Reisen wurden passend zum Eisenbahn-Romantik-Club internationale Eisenbahnsonderfahrten angeboten, die von einem SWR-Filmteam begleitet und für Club-Mitglieder rabattiert angeboten wurden. Im Anschluss wurden Eisenbahnfilme produziert, die im öffentlich-rechtlichen Fernsehen gesendet wurden. Nachdem der SWR sich spätestens 2019 vollständig aus den Filmproduktionen mit der IGE zurückgezogen hatte, wurde die IGE-Reisekategorie IGE-Eisenbahn Romantik Reisen: Reisen und Spielen mit Hagen von Ortloff installiert, bei gleichem Rabatt-Modell.
Die Zulassung als Eisenbahnverkehrsunternehmen (EVU) im Güter- und Personenverkehr bestand seit dem 31. Juli 2003.
Seit 2003 betrieb die IGE den nicht öffentlichen Gleisanschluss im Bahnhof Hersbruck rechts der Pegnitz, im ehemaligen Güterbahnhof.

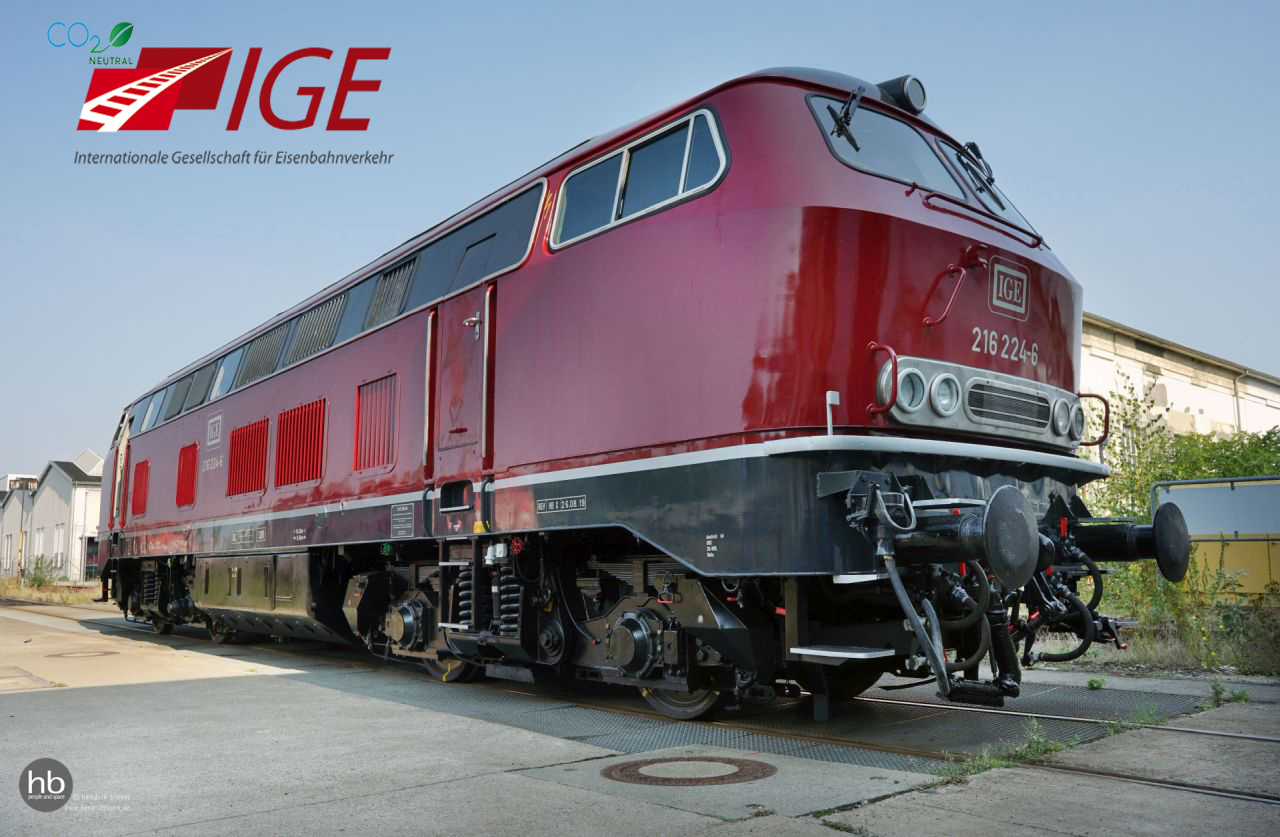
IGE 216 224 kurz nach ihrer Hauptuntersuchung 2019 im Ausbesserungswerk Bremen

2004 erfolgte die Umfirmierung in IGE GmbH & Co KG.
2012 wurde der Eisenbahnbetrieb von den touristischen Angeboten getrennt. Bis zur Insolvenz 2023 firmierten beide Geschäftsbereiche IGE GmbH & Co. KG sowie IGE Erlebnisreisen und Reiseservice GmbH getrennt.
Seit dem 25. April 2008 bot die IGE unter der Marke Mitfahrzug.de auch für Einzelreisende Personenzugleistungen an und verstand sich nach eigenen Angeben seither als Anbieter für Internationale Fernzugleistungen. Sie nutzte hierfür eigene Sonderzüge sowie Leer- und Überführungsfahrten, für die Einzelreisende Fahrkarten erwerben konnten. Es war geplant, nach einer Testphase einen festen Umlauf für den Mitfahrzug.de einzurichten. Jedoch geriet Mitfahrzug.de in Schwierigkeiten. Für Reisende entwickelte sich das Angebot trotz der sehr günstigen Fahrkarten unvorteilhaft, weil die Züge auf den angebotenen Relationen nahezu doppelt solange unterwegs waren, wie vergleichbare Regelzüge, bei längeren Standzeiten im Sommer nicht klimatisiert waren und in vielen Fällen unregelmäßig und adhoc verkehrten. Das auch für 2010 noch medial angekündigte Angebot wurde im selben Jahr eingestellt.
Neun Jahre später stieg die IGE erneut ins Fernzug-Geschäft ein. Von 2019 bis 2023, nach Angaben von FLIXTRAIN mit zwischenzeitlicher Vertragsunterbrechung während der Corona-Pandemie in den Jahren 2020/21, war die IGE einer von mehreren Dienstleistern von FLIXTRAIN. Die IGE war für die betriebliche Abwicklung mit Personal- und Fahrzeuggestellung in Personenfernverkehr verantwortlich. Die durch die IGE zu bedienenden Linien fielen durch erhebliche Verspätungen, Zugausfälle sowie Fahrzeugschäden auf, was zu häufigen Zuglaufstörungen führte. Die Kooperation endete im gegenseitigen Einvernehmen zum 31. März 2023. Seit 1. April 2023 arbeitet Flixtrain zum Weiterbetrieb dieser Fernzug-Linien u. a. mit dem Unternehmen Hector Rail zusammen, das bereits seit 2020 für die Schweden-Verkehre mit Flixtrain kooperiert.

## Firmenteil IGE GmbH & Co. KG
Am 24. August 2023 hatte die IGE GmbH & Co. KG einen Antrag auf Eröffnung des Insolvenzverfahrens über ihr Vermögen gestellt. Der Geschäftsbetrieb wurde unter vorläufiger Insolvenzverwaltung fortgeführt. Letztendlich wurde ein Teil der Mitarbeiter und die noch verbliebenen Kundenverträge von der BBL LOGISTIK GmbH übernommen und die IGE GmbH & Co. KG damit abgewickelt.
Die IGE feierte noch im Jahre 2022 ihr 40-jähriges Firmenjubiläum mit öffentlichen Veranstaltungen und Sonderzugfahrten. Sie nahm dabei auch am erstmals deutschlandweit initiierten „Tag der Schiene“ teil und ließ eigens eine Jubiläums-Werbelokomotive mit einer Zweiseiten-Werbung für beide Unternehmensteile bekleben.

## Firmenteil IGE Erlebnisreisen und Reiseservice GmbH
Das Reiseunternehmen mit Sitz Bahnhof Hersbruck rechts der Pegnitz, beschäftigt einige Vollzeit-/Teilzeitkräfte (Stand Februar 2023).
Es bietet Eisenbahn-Gruppenreisen an, die zunehmend als Eisenbahn-Romantik Reisen vermarktet werden. Trotz des Ausstiegs des SWR aus den traditionellen Eisenbahn-Romantik-Reisen mit Hagen von Ortloff bei der IGE im Jahre 2019, werden IGE-Eisenbahn Erlebnisreisen sukzessive als Eisenbahn-Romantik-Reisen vermarktet, weil diese Begrifflichkeit nicht geschützt ist (Stand Februar 2023), und zwar in den Kategorien: Spezial (Grundkategorie), Exzellent (gehobene Kategorie), Sonderzug exklusiv (gecharterte Sonderzüge), Reisen und Spielen mit Hagen von Ortloff.
Die Dienstleistung des Reiseunternehmens erfasst das übliche Spektrum einer Reise mit Reiseplanung, Reiseangeboten, Kundeninformation und -Betreuung sowie Reiseleitung.
Nach eigenen Angaben zählte man seit Bestehen des Unternehmens die nicht überprüfbare Zahl von 100.000 Reiseteilnehmern (entspräche 2.500 Reisende/Jahr bzw. über 200 Reisende/Monat).
Die Reisesparte der IGE betreibt Social-Media-Marketing (Facebook), außerdem einen regelmäßigen Reise-Newsletter. Sie gibt darüber hinaus quartalsweise Reisetelegramme oder Reisekataloge heraus. Jährlich wird ein Eisenbahn-Fotokalender produziert. Das Unternehmen betreibt einen digitalen Souvenir-Shop und präsentiert sich regelmäßig auf einschlägigen Reise- und Touristik-Messen.

## IGE Reisebahnhof mit DB-Agentur
Im ehemaligen Empfangsgebäude des Bahnhofs Hersbruck rechts der Pegnitz, das vor dem Konkurs außerdem Firmensitz beider Unternehmensteile war, wird eine DB-Agentur betrieben, der IGE Reisebahnhof, wo Fahrkarten des Nah- und Fernverkehrs erworben werden können. Hierzu gehört ein Vor-Ort Beratungsservice. Es werden auch Fahrkarten anderer europäischer Eisenbahnunternehmen angeboten.

## Trivia

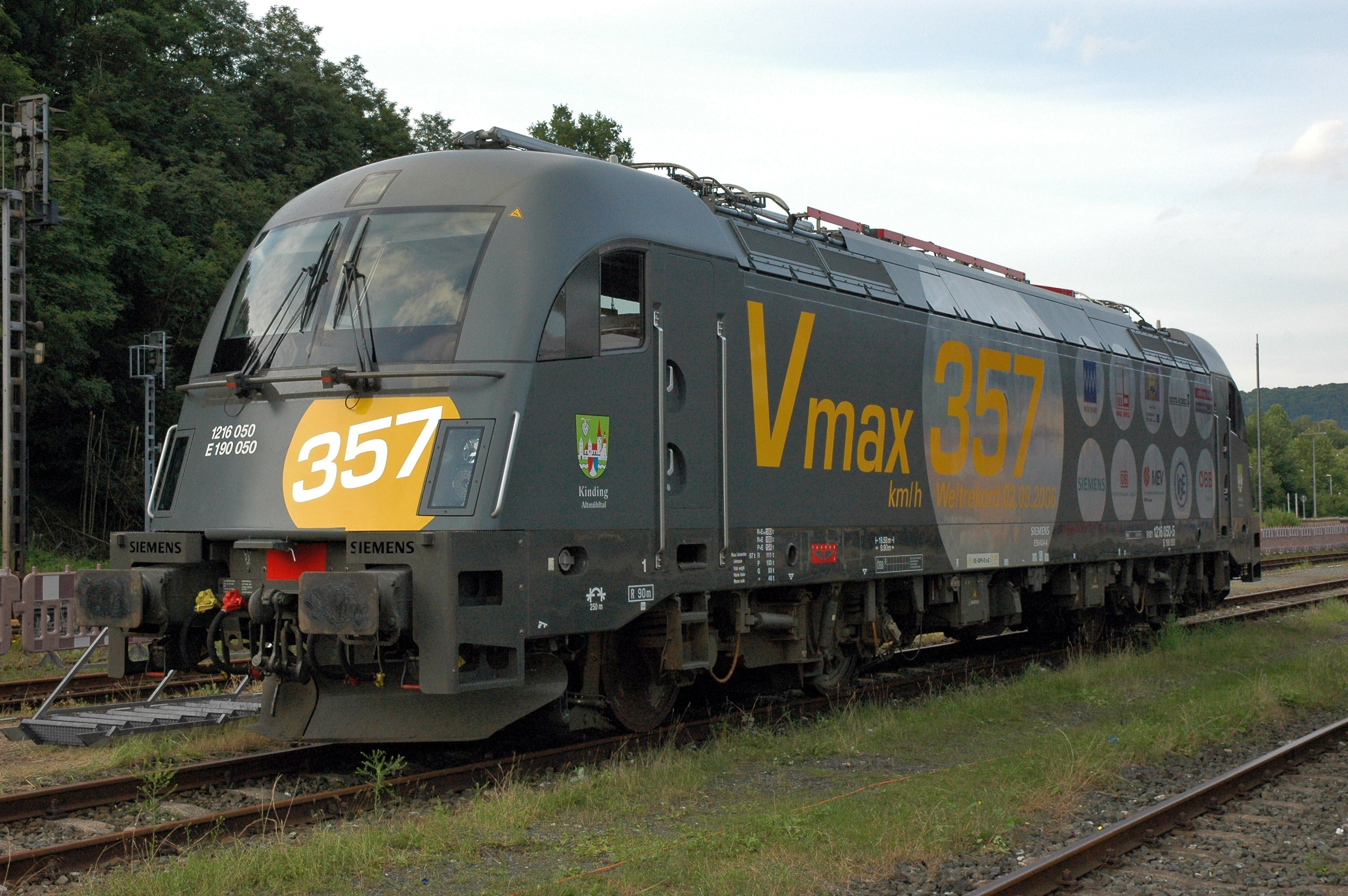
Rekordlokomotive 1216 050 bei einer Fahrzeugschau in Hersbruck, 2007

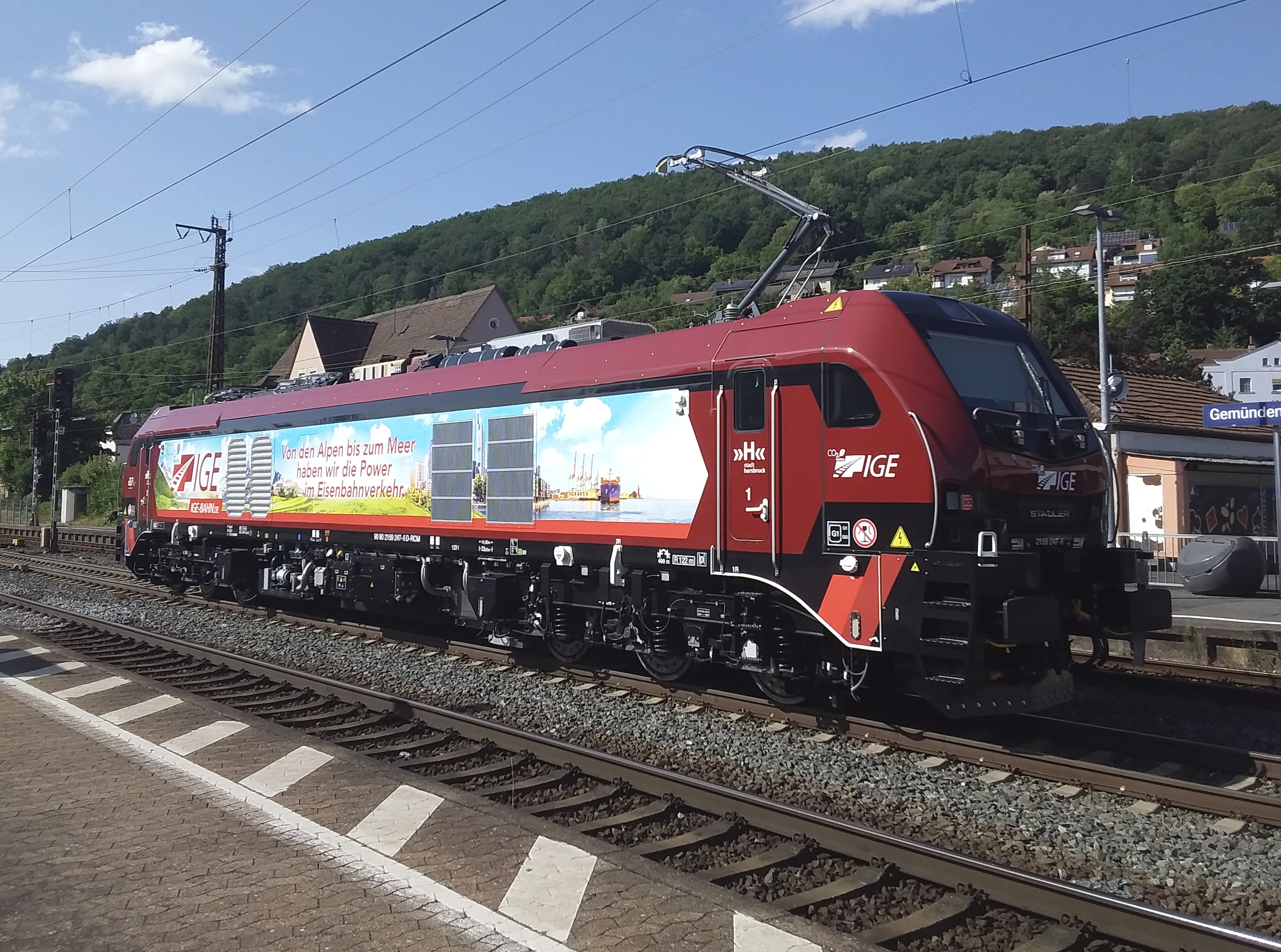
Kurz vor der Insolvenz übernommene Leasing-Lokomotive 2159-247-6 (ELP) im Bf. Gemünden/Main 16.7.2023

Zu den eigenen Triebfahrzeugen gehörten früher eine Köf III (332 068), sowie später jeweils eine Diesellokomotive der Baureihe 225 (225 001) und der Baureihe 216 (216 224), die kurz noch vor dem Konkurs der IGE die Eigentümer wechselten (216 224 zu BUDAMAR West GmbH).

Am 2. September 2006 war die IGE mit der Durchführung der Weltrekordfahrt mit einer Siemens ES 64 U4 (Typ Taurus III) betraut. Die Lokomotive 1216 050 der ÖBB erreichte bei der Fahrt eine maximale Geschwindigkeit von 357 km/h. Die IGE, obwohl in diesem Fall als Dienstleister tätig, vermarktete sich darauf als „schnellstes privates EVU der Welt“, fand aber gleichzeitig bei den von Siemens, ÖBB und der Deutschen Bahn initiierten Weltrekordversuch sowie in der Leitpresse keine Erwähnung.